# Richard C. Hunter
Richard Charles Hunter, född 3 december 1884 i Cuming County, Nebraska, död 23 januari 1941 i Tucson, Arizona, var en amerikansk demokratisk politiker. Han representerade delstaten Nebraska i USA:s senat 1934-1935.
Hunter gick i skola i Omaha. Han utexaminerades 1909 från University of Nebraska. Han studerade sedan vidare vid Harvard Law School och avlade därefter 1911 juristexamen vid Columbia Law School. Han inledde sin karriär som advokat i Nebraska och tjänstgjorde 1915-1917 som domare i Omaha.
Hunter fyllnadsvaldes 1934 till USA:s senat. Han efterträddes i januari 1935 som senator av Edward R. Burke.
Hunter avled 1941 och han gravsattes på begravningsplatsen Westlawn Memorial Park i Omaha.